# Alta (Wyoming)
Alta és una concentració de població designada pel cens dels Estats Units a l'estat de Wyoming. Segons el cens del 2000 tenia 400 habitants.

## Demografia
Segons el cens del 2000, Alta tenia 400 habitants, 141 habitatges, i 104 famílies. La densitat de població era d'1,2 habitants/km².
Dels 141 habitatges en un 34% hi vivien nens de menys de 18 anys, en un 65,2% hi vivien parelles casades, en un 7,1% dones solteres, i en un 26,2% no eren unitats familiars. En el 18,4% dels habitatges hi vivien persones soles l'1,4% de les quals corresponia a persones de 65 anys o més que vivien soles. El nombre mitjà de persones vivint en cada habitatge era de 2,84 i el nombre mitjà de persones que vivien en cada família era de 3,28.
Per edats la població es repartia de la següent manera: un 28,5% tenia menys de 18 anys, un 7,8% entre 18 i 24, un 22% entre 25 i 44, un 31% de 45 a 60 i un 10,8% 65 anys o més.
L'edat mediana era de 41 anys. Per cada 100 dones de 18 o més anys hi havia 118,3 homes.
La renda mediana per habitatge era de 56.750 $ i la renda mediana per família de 57.917 $. Els homes tenien una renda mediana de 38.438 $ mentre que les dones 19.107 $. La renda per capita de la població era de 40.680 $. Entorn de l'11,4% de les famílies i el 16,8% de la població estaven per davall del llindar de pobresa.

## Poblacions més properes
El següent diagrama mostra les poblacions més properes.